# 스노마타성

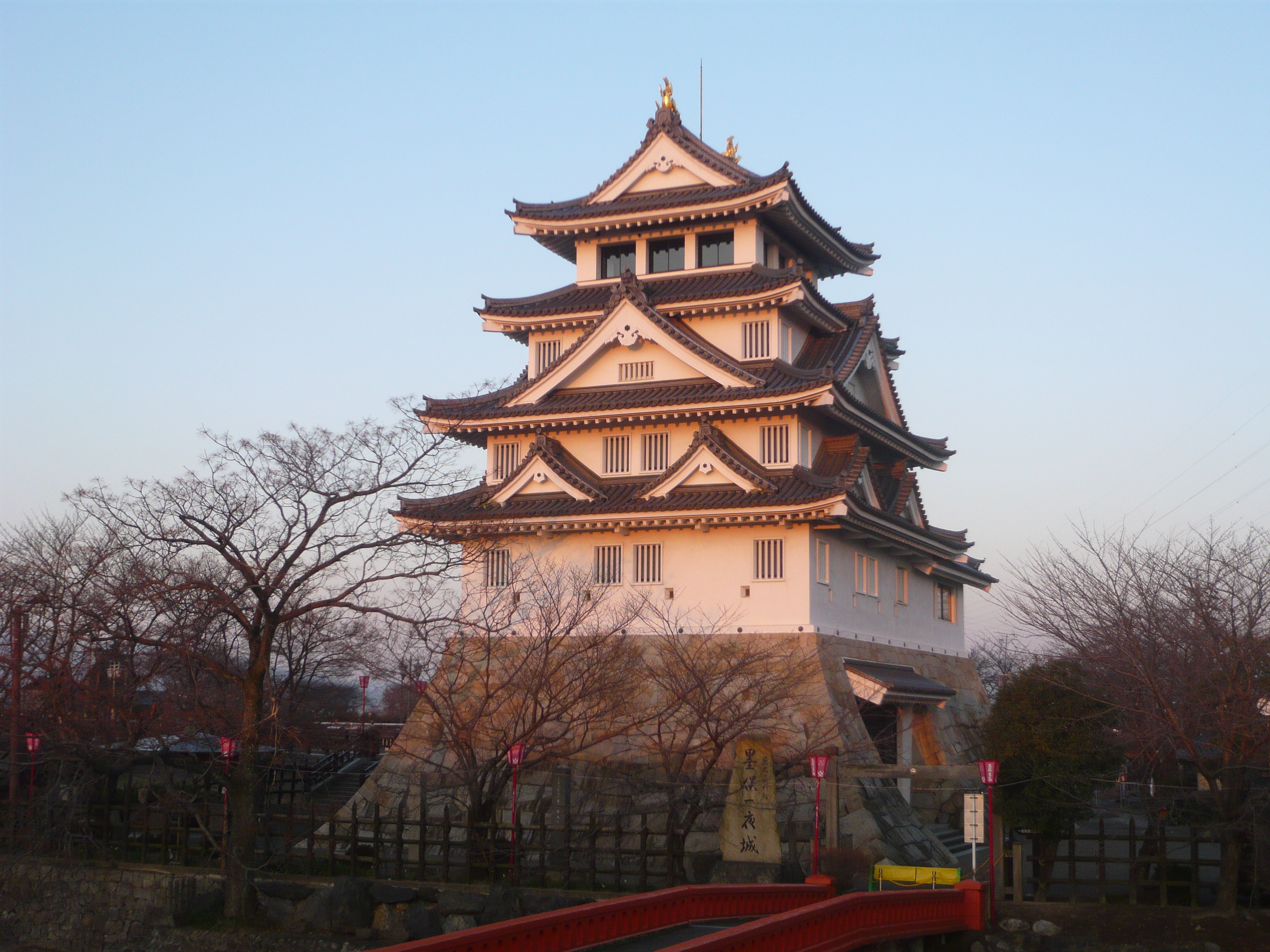
스노마타성의 모의천수

스노마타성(일본어: 墨俣城,すのまたじょう 스노마타조[*])은 기후현 오가키시 스노마타정에 있었던 센고쿠 시대의 성이다. 도요토미 히데요시가 하룻밤만에 축성했다는 일화로 유명하다.

## 역사
나가라강 서쪽 강변의 스노마타는 지리적으로 중요한 지역이어서 센고쿠 시대 이전부터 이곳에서 종종 전투가 벌어졌다.
오다 노부나가의 가신 오타 규이치가 기록한 《신장공기》(信長公記)에는 1561년 노부나가가 미노의 센고쿠 다이묘 사이토 가문의 스노마타(洲俣)를 거점으로 교전했고, 스노마타(洲俣)에 성채를 개축해 노부나가 자신의 진지로 삼았다는 기록이 있어, 이 무렵 스노마타(墨俣)에 성채이 있었을 것이라고 추측된다.
그 후, 1566년 기노시타 히데요시(후일 도요토미 히데요시)가 스노마타에 성을 하룻밤에 축성하여 재성했다고 한다. 《무공야화》(武功夜話)에 따르면, 오다 노부나가의 이나바 산성 공략 때, 히데요시는 이 성에서 출진하여 큰 공을 세웠다고 하지만, 신빙성이 낮다.
스노마타성이 마지막으로 역사로 기록된 것은 1584년 음력 4월 고마키·나가쿠테 전투를 목전에 두고 미노를 지배하고 있던 이케다 쓰네오키의 가신 이기 다다쓰구가 성을 수리하였다고 기록되어 있다. 그 2년 후 1586년 음력 6월, 기소 삼천(木曽三川: 기소강, 나가라강, 이비강)의 대범란으로 기소강의 흐름이 바뀌었다. 이 후, 스노마타는 전략상으로 중요성을 잃고, 이 지역의 성으로 기능하는 일은 두 번 다시 없었다.

## 소재지
스노마타 주변은 기소 3강(木曽三川)의 홍수에 의해 빈번히 강의 흐름이 바뀌거나 강변의 토지가 침식되어 성이 있었던 장소는 명확치 않다. 그러나, 스노마타를 그린 고지도에는 스노마타의 마을 북쪽 삼면이 강으로 둘러싸인 대지에 〈조아토〉(城あと: 성터)라는 지명이 기록되어 있다. 이로 볼 때, 이 대지에 스노마타성이 있었을 것이라 추정하고 있다.
현재 스노마타 성터는 공원으로 정비되어 있고, 삼층 천수를 본뜬 스노마타 일야성 역사자료관이 건립되어 있다. 단, 당시 성에는 천수가 없었다.

## 회본태합기
일반적으로 알려진 스노마타 일야성 이야기에 따르면, 1566년, 오다 노부나가는 미노의 사이토 다쓰오키를 공략하기 위한 거점으로 스노마타에 축성을 시도하지만, 번번이 사이토 군의 방해로 실패하였다. 이에 축성을 기노시타 도키치로(후일 도요토미 히데요시)에게 맡겼고, 히데요시는 하치스카 마사카쓰 및 주변 호족의 협력으로 하룻밤만에 성을 완성했다. 성의 축성방법은 먼저, 강 상류에서 성의 구성 부재를 흘려보내 현지에서 조립하는 방법이었다고 한다. 이 공적으로 히데요시는 스노마타 성주로 임명되었고, 그 후 출세가도를 달리게 된다.
그러나, 이 스노마타 일야성의 통설은 사료에 토대를 둔 근거가 빈약하다.
즉, 히데요시 전기로 유명한 오제 호안의 《포암태합기》(甫庵太閤記)에는 단지 “1566년 히데요시는 적지 미노 국내의 새로운 성의 성주로 되었다”라는 기록만 있다. 성의 장소는 명확하지 않고, 또, 호안이 스노마타 지명을 몇 번이고 쓰고 있지만, 정작 새로운 성이란 부분에는 기술하지 않은 점을 들어 새로운 성은 스노마타가 아니라 별개의 성이라고 볼 수 있다. 더욱이 기술중 몇 곳에서 문제점이 존재해, 이 같은 이야기조차 신빙성에 문제가 있다. 아무튼, 여기에 기술된 내용은 미노 국내의 어딘가에서 오다 군이 비교적 단기간에 성을 완성해 히데요시가 그 성주로 되었다. 이상의 정보는 존재하지 않는다. 결코 히데요시가 스노마타에 성을 하룻밤만에 축성했다라고는 말할 수 없다.
히데요시 스노마타에 하룻밤만에 축성했다는 기록이 명확히 남아 있는 것은 에도 시대 후기에 써여진 소설 《회본태합기》(絵本太閤記)로 다음과 같이 기술하고 있다. “1561년 히데요시가 노부나가의 명으로 스노마타에 성을 하룻밤에 축성하여 그 성주가 되었다.” 이것은 이전에 전혀 볼 수 없었던 일화로 포암태합기를 포함해 회본태합기 이전에 써여진 서적에는 존재하지 않는 이야기다.
따라서, 사료에 스노마타성의 전설이 탄생한 것은 에도 시대 후반일 가능성이 있다. 이렇게 보면, 스노마타 일야성 축성의 전설은 별개의 두 사실인 《신장공기》의 “1561년 스노마타성 축성”과 《포암태합기》의 “새로운 성의 성주 취임”을 혼용해 또는 혼동하여 《회본태합기》에서 각색한 것일 수 있다.
이에 더해, “1566년 히데요시가 노부나가의 명으로 스노마타에 성을 하룻밤에 축성하여 그 성주가 되었다.”라는 통설은 메이지 시대의 역사가 와타나베 요스케에 의해, 소설 《회본태합기》의 이야기가 보다 신빙성 있는 《포암태합기》의 연대에 일어난 사건으로 고쳤기 때문이라고 한다.
이와 같이 스노마타 일야성의 일화에는 축성의 경위 및 년대에 신뢰를 두지 않는 점이 많다. 이 때문에 현재 많은 역사가들은 통설을 부정하고, 스노마타 일야성 축성이야기는 에도 시대의 창작으로 받아들이고 있다.

## 마에노 가문의 고문서 출현
1959년 《영록묵오기》(永禄墨俣記)를 포함 《전야가고문서》(前野家古文書)가 발견되어 그 일부를 1987년 간행된 《무공야화》(武功夜話)에서 기술하고 있다.
에도 시대 초기까지를 정리한 동사료는 스노마타 일야성 축성의 경위를 극명히 기록하고 있고, 대부분 전설로 언급되어 온 일야성의 실태를 알리는 사료로 주목받고 있다. 현재, 스노마타 일야성의 일화를 사실로 소개한 경우는 《전야가고문서》를 근거로 한 것이다. 현재 스노마타 성터에 스노마타 일야성 역사자료관도 《전야가고문서》를 기초로 전시하고 있다.
단, 동서과 그 밖의 무공야화 수록문서에 있는 스노마타 일야성에 관한 기술에는 스노마타의 “조아토”(城あと)란 지명이 엇갈리는 등의 근본적 의문과 에도 시대 초기의 기술부분에서의 의문점도 비판의 대상이다.
또, 이 일화를 사실로 본다면, 건축사에 있어서 프리패브 공법, 프리컷 공법의 시초로 볼 수 있다.

## 관광
- 교통
  - JR 도카이 기후하시마역에서 차로 15분 소요.
  - 기후 버스 스노마타 버스 정류장에서 도보로 10분 소요.

## 같이 보기
- 태합기
- 이시가키 산성

## 참고 문헌
- 하라다 미노루「豊臣秀吉は美濃墨俣に一夜城を築いた!!」『トンデモ日本史の真相　と学界的偽史学講座』文芸社、2007年
- 후지모토 마사유키, 스즈키 마사야『偽書「武功夜話」の研究』洋泉社、2002年。ISBN 4-89691-626-3